# Várkonyi Hildebrand Dezső
Várkonyi Hildebrand Dezső (1948-tól a Hildebrand nevet elhagyta) (Kéménd, 1888. augusztus 3. – Budapest, 1971. május 20.) bencés rendi szerzetes tanár, magyar filozófus, pedagógus és pszichológus.
A Magyar Királyi Erzsébet Tudományegyetem magántanára lett Pécsett, majd 1929-től 1940-ig vezette a szegedi tudományegyetemen az önálló pedagógiai-lélektani intézetet, a mai Pedagógiai- és Pszichológiai Intézet elődjét. 1940 októberétől Kolozsvárott, majd Budapesten volt egyetemi tanár.

## Életpályája

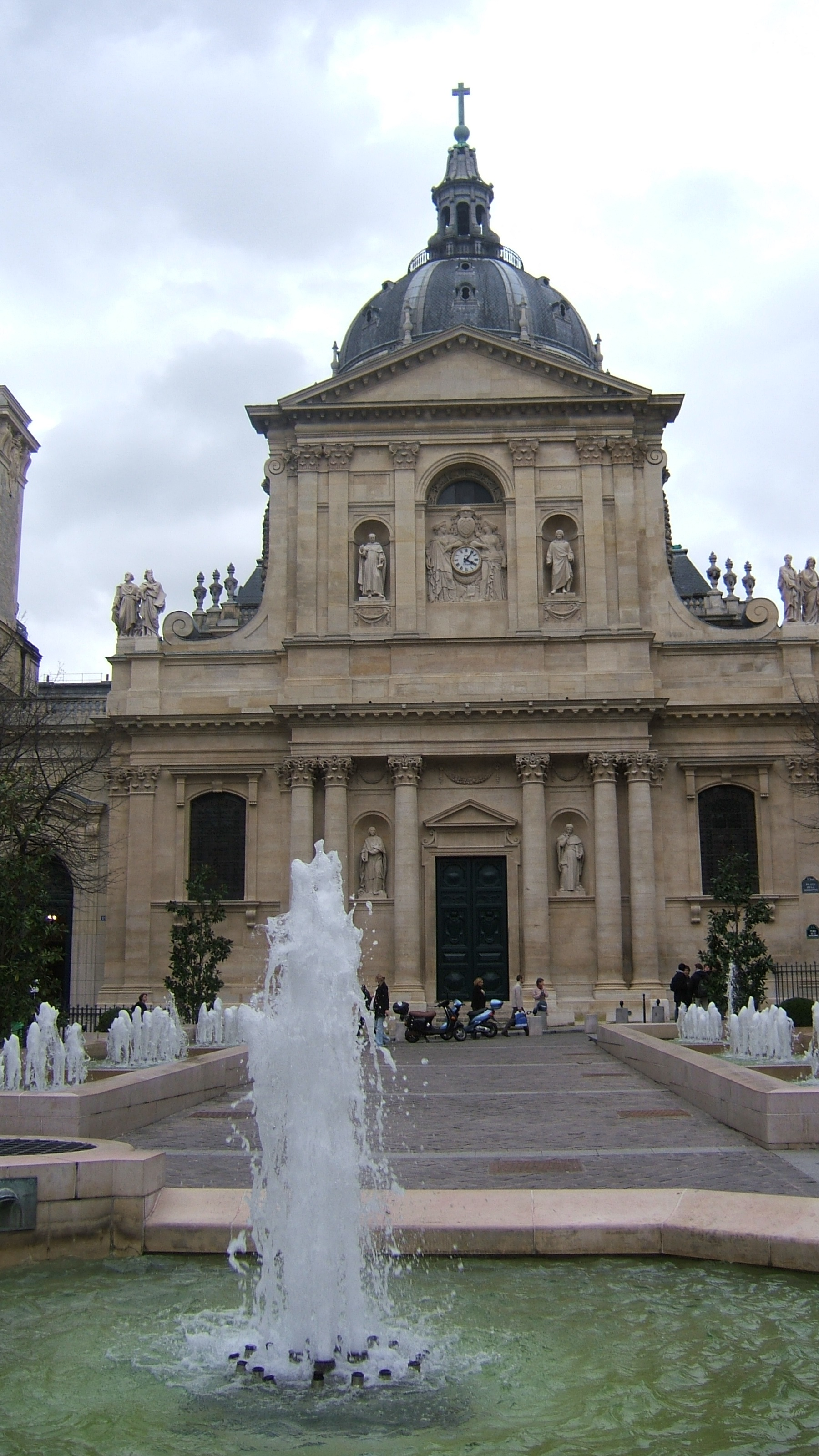
Sorbonne, Párizs

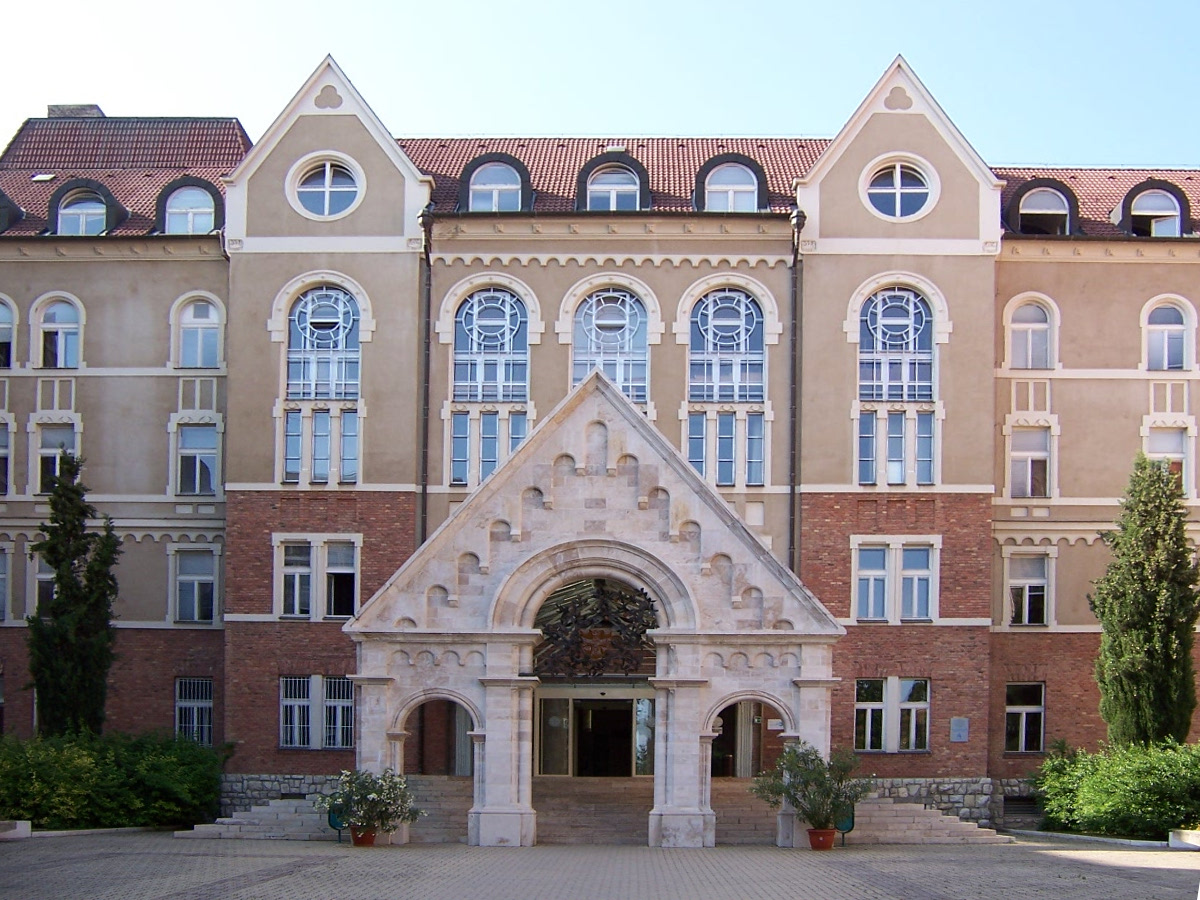
Erzsébet Tudományegyetem, Pécs

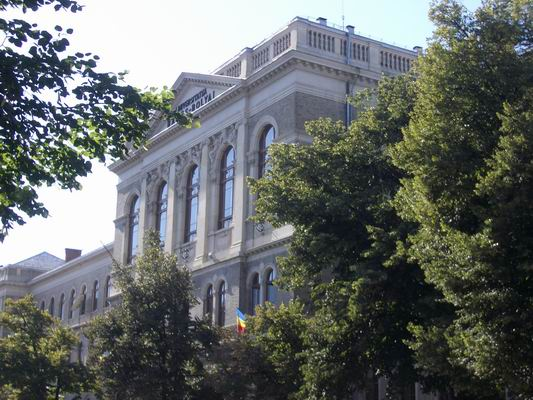
Babeș–Bolyai Tudományegyetem A II. világháború alatt M. Kir. Ferenc József Tudományegyetem, Kolozsvár

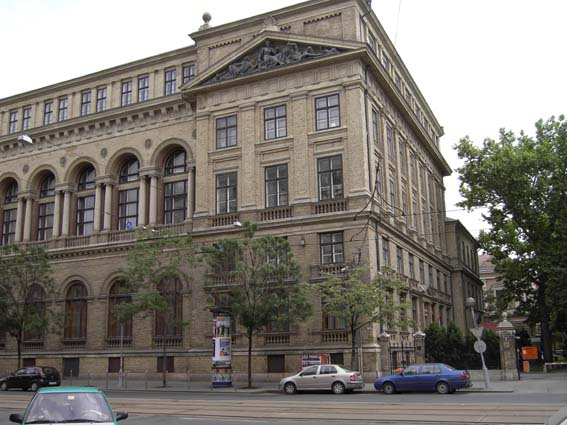
Eötvös Loránd Tudományegyetem, Budapest, Várkonyi utolsó munkaállomása

Szülei Várkonyi Nándor és Eberhardt Mária. Főiskolai tanulmányokat a Pannonhalmi Bencés Főapátság Tanárképző Főiskoláján folytatott 1906-1911 között, középiskolai tanári oklevelet szerzett, 1913-ban a budapesti egyetemen doktorált, ezután magántanár lett a pécsi egyetemen, 1928-1929-ben ösztöndíjjal tanulmányúton volt Párizsban, a Sorbonne-on.
1929. december 27-én habilitálták egyetemi tanárnak, ettől kezdve 1940-ig a szegedi Ferenc József Tudományegyetem Imre Sándor által létrehívott Pedagógiai-Lélektani Intézetét, a mai szegedi Pedagógiai- és Pszichológiai Intézet elődjét vezette, több tanéven át dékáni tisztséget is töltött be. 1940 október 19-én Kolozsvárra ment tanítani az ott újra megszervezett Magyar Királyi Ferenc József Tudományegyetemre, itt a Lélektani Intézetet vezette 7 szemeszteren keresztül, majd a Pedagógiai Tanszéket is Varga Béla halála miatt (1942), a II. világháború vége után Budapestre menekült. 1947-ben kilépett a bencés rendből, mert családot alapított. Az új, szovjet mintára létrehozott, tudományos szisztéma szerint 1952-ben nyerte el a kandidátusi fokozatot neveléstudományból, a budapesti egyetemen tanított 1954-es nyugdíjazásáig.

## Munkássága
Nem kételkedem, hogy korunk nagy válságai után az emberiség újra fog epedni a szellem és igazság s a lélek kincsei után, mint maga Pascal s az ő kora.
Tanári munkája, tudományos tisztségei közepette kutatói munkát végzett több irányban, a filozófia, a pedagógia, a pszichológia és a gyermeklélektan területén. Doktori iskolájában jeles tanítványokat nevelt, köztük Tomori Viola, Reitzer Béla. Várkonyi előadásait hallgatta Radnóti Miklós, Ortutay Gyula, Baróti Dezső, ők nem közvetlenül Várkonyihoz írták disszertációikat, de egyik vizsga tárgyuk a pszichológia volt a doktori szigorlaton. S orientálta őket Várkonyi szellemisége, például Radnóti bizonyára Várkonyi gyermeklélektani előadásainak hatása alatt dolgozta fel verseiben nyomasztó gyermekkori élményeit. Ortutay már a néprajz felé orientálódott, de például írt egy etnológiai tanulmányt a magyar parasztság szerelmi életéről. Baranyai Erzsébet Várkonyi intézetében kapott 1938-ban egyetemi magántanári képesítést. Még a háborús évek alatt is elment oktatni Várkonyi kolozsvári Pszichológiai Intézetébe. Várkonyi újszegedi Kerti Iskolájában tanított Dolch Erzsébet, s vált a kísérleti pszichológia elkötelezett hívévé. 
Várkonyi filozófus, pszichológus és pedagógus volt egy személyben, pedagógiája csak pszichológiája, pszichológiája csak filozófiája ismeretében érthető meg igazán. Számára a filozófia nem volt pusztán tudomány, hanem küzdelem is az emberi lét végső kérdéseivel, az emberi lét értelmének, s az emberi lét hivatásának kérdéseivel. Pascal recepciója posztumusz került kiadásra 2003-ban, számos munkája még ma is kéziratban van, ennek az az oka, hogy az 1950-es évek elejétől majdnem a rendszerváltásig tiltó listán volt. (TTT)

## Emlékezete
1988-ban, születésének 100. évfordulója alkalmából a szegedi Pszichológia Tanszék vezetője, Duró Lajos és munkatársai emlékkötetet adtak ki tiszteletére, s egy előadótermet neveztek el róla. A Várkonyi Hildebrand Dezső előadóterem ma is a Szegedi Pszichológiai Intézet szerves része.
2008-ban, születésének 120. évfordulója alkalmából kibocsátották a Várkonyi Hildebrand Dezső emlékérmet, s átnyújtották azoknak, akik a neveléslélektan kutatása és terjesztése területén áldozatos munkát végeztek.

## Tudományos tisztség
- Magyar Pszichológiai Szemle szerkesztője, 1934–1939
- Gyógypedagógia rovatvezetője, 1958

## Társasági tagság
- Magyar Paedagogiai Társaság
- Magyar Pszichológiai Társaság (elnök, 1940-1947)
- Gyermektanulmányi Társaság (társelnök)

## Művei (válogatás)
- A tudat fogalmáról. Filozófia-történeti és ismerettani tanulmány. Győr, 1912
- A tudati adottság filozófiája. Budapest, 1922
- Aquinói Szent Tamás filozófiája. Budapest. 1923
- Tér és térszemlélet. Pécs, 1925
- A pszichológia alapvetése. Pécs, 1926
- Az indukció filozófiája. Pécs, 1927
- A lélektan mai állása. Budapest, 1928
- Intelligencia (értelem). [Lexikonszócikk.] = Magyar pedagógiai lexikon I. köt. – Bp. : Révai, 1933. 914-915. hasáb
- Tehetség, tehetségesség. [Lexikonszócikk.] = Magyar pedagógiai lexikon II. köt. – Bp. : Révai, 1934. 784-785. hasáb
- Tehetségesek iskolái. [Lexikonszócikk.] = Magyar pedagógiai lexikon II. köt. – Bp. : Révai, 1934. 785-786. hasáb
- A cselekvő iskola lélektani alapja. A Cselekvés Iskolája, Szeged, 3. évf. (1934-35) 101. o.
- A kiválasztás és értelmességvizsgálat újabb kérdése. Szeged, 1936
- Bevezetés a neveléslélektanba. Budapest, 1937
- A gyermekkor lélektana, 1-2.; Városi Ny., Szeged, 1938–1940
  - 1. Az első hat életév
  - 2. A 6-12. életév
- A nevelés néhány alapelve. Kecskemét, 1939
- Védekező magatartások a gyermekkorban. A Cselekvés Iskolája, Szeged, 1939-40
- Fejezetek a serdülés és ifjúkor lélektanából : Lényegszemlélet : Második közlemény. A Cselekvés iskolája, Szeged, [Ablaka ny.] 9. tanév 1940-41. 1-4. sz.
- A gyermek testi és lelki fejlődése. Budapest, 1942
- A lelki élet zavarai. Budapest, 1943
- Válogatott pedagógiai tanulmányok. Szerző: Makarenko. Ford Szöllősy Klára. Szerk. és az előszót írta Várkonyi H. Dezső egyetemi tanár. Budapest : Új Magyar Könyvkiadó N. V., 1948. pp. 322 (változatlan utánnyomás 1949, 1950)
- Ranschburg Pál és a magyar gyógypedagógia. Gyógypedagógia, 1960
- Felfogás és absztrakció. Tanítóképző Intézetek Tudományos Közleményei. 6. Debrecen, 1969[6]
- Naplótöredékek; sajtó alá rend. Várkonyi H. Dezsőné, jegyz., névmutató Büky Béla; Fővárosi Ny., Bp., 1973
- A cselekvés lélektana; OPKM, Bp., 1993 (Az Országos Pedagógiai Könyvtár és Múzeum hasonmás kiadványai)
- Pascal-értelmezések; utószó Bolberitz Pál, Rókusfalvi Pál, jegyz., idézetford. Timár Andrea és Baranyai Judit, szöveggond. Matuszka Angéla; Széphalom Könyvműhely, Bp., 2003 (Rejtett kulturális forrásaink), 373 o. ISBN 963-9373-40-0